# Житие святых сестёр
«Житие святых сестёр» — советский художественный фильм 1982 года, снятый режиссёром Сильвией Сергейчиковой на Одесской киностудии. По мотивам романа Марко Вовчок «Записки причетника».
Премьера фильма состоялась 16 августа 1982 года.

## Сюжет
Молодой деревенский парень Тимош оказывается в служении у священника отца Михаила. Отец Михаил, после скандала с графом, скрывается в женском монастыре вместе с Тимошем. Там парень сталкивается с мизерными нравами обители, где настоятельница и сёстры погружены в жадность, двуличие и интриги, несмотря на их высокие проповеди о нравственности. Увидев это противоречие, Тимош решает вернуться к обычной жизни вне монастыря.

…две картины, снятые в 1982 году («Тайны святого Юра» Валерия Пидпалого и «Житие святых сестёр» Сильвии Сергейчиковой), посвящены далёкому прошлому и «разоблачению» не столь распространённому в царской России католицизму.
— кинокритик С. В. Кудрявцев

## В ролях
- Витя Анисимов — Тимош
- Валерий Сторожик — Михаил
- Варвара Сошальская — игуменья
- Сильвия Сергейчикова — Феофила
- Нина Колчина-Бунь[укр.] — Ганна
- Лариса Пашкова — Евлампия
- Екатерина Крупенникова — Секлетея
- Юрий Мажуга — Мардарий
- Юрий Критенко — Еремей
- Вера Почтовенко — Олимпиада
- Виктор Мирошниченко — Прохор
- Галина Демчук[укр.] — Устина
- В. Костецкая — Анюшка
- Татьяна Митрушина — Мартирия
- Мария Полякова — Манюшка
- Ирина Бунина — попадья
- Юрий Дубровин — дьякон
- Юрий Рыбальченко — граф
- Агафья Болотова[укр.] — эпизод
- Григорий Гладий — эпизод
- Николай Гудзь[укр.] — эпизод
- Лилия Дзюба[укр.] — эпизод
- Галина Долгозвяга — эпизод
- Людмила Зверховская[укр.] — эпизод
- Евгений Звягин — эпизод
- Ирина Кихтёва[укр.] — эпизод
- Галина Ковганич — эпизод
- Александр Милютин — эпизод
- Александр Пархоменко[укр.] — эпизод
- Раиса Пироженко[укр.] — эпизод
- Дмитрий Миргородский — эпизод
- Юрий Рудченко[укр.] — эпизод
- Сергей Свечников — эпизод
- М. Талисман — эпизод
- Регина Ханивецкая — эпизод
- Татьяна Чернова — эпизод
- Василий Яковец — эпизод

## Съёмочная группа
- Автор сценария: Альберт Путинцев
- Режиссёр-постановщик: Сильвия Сергейчикова
- Оператор-постановщик: Валерий Грозак[укр.]
- Художник-постановщик: Анатолий Наумов[укр.]
- Композитор: Иван Карабиц
- Звукооператор: Александр Пиров[укр.]
- Режиссёр: Виктор Винников
- Операторы: Владимир Гагкаев, Николай Ивасив[укр.]
- Художник по костюмам: Татьяна Крапивная
- Художник-гримёр: Е. Тимофеева
- Монтажёр: Виктория Монятовская
- Ассистенты режиссёра: Л. Поддубная, Т. Масляникова, В. Луценко
- Ассистенты оператора: М. Кириченко, А. Танасюк
- Ассистент художника: А. Утюжников
- Оператор комбинированных съёмок: С. Мельниченко
- Художник комбинированных съёмок: К. Пуленко
- Мастер по свету: А. Левицкий
- Консультант: Е. Дулуман
- Редактор: Людмила Демченко
- Административная группа: В. Губа, В. Попова, А. Силак, В. Тюрикова, В. Кравченко
- Директор картины: Анатолий Винярский
- Оркестр Гостелерадио Украинской ССР (дирижёр Вадим Гнедаш)

## Критика
Кинокритик Ф. Маркова, в своей рецензии на страницах журнала «Советский экран», писала: «Фильм „Житие святых сестёр“ вызывает серьёзные размышления, связанные не только с событиями прошлого. Картина публицистична, она способна сыграть большую роль в атеистическом воспитании».
Однако фильм был резко раскритикован журналом «Наука и религия» за «однобокую трактовку замысла произведения Марко Вовчок».
Журнал «Радуга» писал, что фильм «скорее можно отнести к удаче на ниве атеистического просвещения и воспитания, чем искусства кино».